# 紀念碑山 (加利福尼亞州)
紀念碑山（英語：Monument Hills）是位於美國加利福尼亞州優洛縣的一個人口普查指定地區。

## 地理
紀念碑山的座標為38°39′51″N 121°52′32″W / 38.66417°N 121.87556°W，而該地最高點為海拔高度41米（即135英尺）。

## 人口
根據2010年美國人口普查的數據，紀念碑山的面積為10.426平方千米，當中陸地面積為10.426平方千米，而水域面積為0.000平方千米。當地共有人口1542人，而人口密度為每平方千米147人。